# Дискографія Astro
Дискографія південнокорейського бой-бенду Astro налічує три студійні альбоми, десять мініальбомів, два сингл-альбоми та 14 синглів.

## Студійні альбоми
| Назва                                                                            | Деталі                                                                                       | Пікові позиції у чартах | Пікові позиції у чартах | Пікові позиції у чартах | Пікові позиції у чартах | Продажі                                    | Сертифікації     |
| Назва                                                                            | Деталі                                                                                       | KOR                     | JPN                     | JPN Hot                 | US World                | Продажі                                    | Сертифікації     |
| -------------------------------------------------------------------------------- | -------------------------------------------------------------------------------------------- | ----------------------- | ----------------------- | ----------------------- | ----------------------- | ------------------------------------------ | ---------------- |
| All Light                                                                        | - Реліз: 16 січня 2019 - Лейбл: Fantagio Music - Формат: CD, цифрове завантаження, стриминг  | 1                       | 7                       | —                       | 6                       | - Південна Корея: 135,847 - Японія: 25,072 |                  |
| All Yours                                                                        | - Реліз: 5 квітня 2021 - Лейбл: Fantagio Music - Формат: CD, цифрове завантаження, стриминг  | 1                       | 1                       | —                       | —                       | - Південна Корея: 360,911 - Японія: 58,259 | - KMCA: Platinum |
| Drive to the Starry Road                                                         | - Реліз: 16 травня 2022 - Лейбл: Fantagio Music - Формат: CD, цифрове завантаження, стриминг | 1                       | 6                       | 8                       | —                       | - Південна Корея: 253,767 - Японія: 27,574 | - KMCA: Platinum |
| «—» релізи, що не потрапили у чарти або не були випущені у відповідних регіонах. |                                                                                              |                         |                         |                         |                         |                                            |                  |

## Мініальбоми

### Корейські
| Назва                                                                            | Деталі | Пікові позиції у чартах | Пікові позиції у чартах | Пікові позиції у чартах | Пікові позиції у чартах | Продажі                                           | Сертифікації     |
| Назва                                                                            | Деталі | KOR                     | JPN                     | JPN Hot                 | US World                | Продажі                                           | Сертифікації     |
| -------------------------------------------------------------------------------- | --- | ----------------------- | ----------------------- | ----------------------- | ----------------------- | ------------------------------------------------- | ---------------- |
| Spring Up                                                                        | - Реліз: 23 лютого 2016 - Лейбл: Fantagio Music - Формат: CD, цифрове завантаження, стриминг Трек-лист 1. «Ok! Ready» (Ok! 준비완료) 2. «Hide & Seek» (숨바꼭질) 3. «Innocent Love» (풋사랑) 4. «Morning Call» (모닝콜) 5. «Cat's Eye» (장화 신은 고양이)                       | 4                       | 31                      | —                       | 6                       | - Південна Корея: 26,712 - Японія: 4,806          | Н/Д              |
| Summer Vibes                                                                     | - Реліз: July 1, 2016 - Лейбл: Fantagio Music - Формат: CD, цифрове завантаження, стриминг Трек-лист 1. «Fireworks» (불꽃놀이) 2. «Breathless» (숨가빠) 3. «Growing Pains» (성장통) 4. «Polaris» (북극성) 5. «My Style» (내 멋대로) 6. «Breathless» (숨가빠) (Acoustic version) | 2                       | 33                      | —                       | 6                       | - Південна Корея: 31,288 - Японія: 4,869          | Н/Д              |
| Autumn Story                                                                     | - Реліз: 10 листопада 2016 - Лейбл: Fantagio Music - Формат: CD, цифрове завантаження, стриминг Трек-лист 1. «Lonely» 2. «Confession» (고백) 3. «Your Love» (사랑이) 4. «Colored» (물들어) 5. «Star» (별) 6. «Confession Talk» (고백 Talk) (CD Only)                            | 6                       | 18                      | —                       | 15                      | - Південна Корея: 78,829 - Японія: 10,539         | Н/Д              |
| Dream Part.01                                                                    | - Реліз: 29 травня 2017 - Лейбл: Fantagio Music - Формат: CD, цифрове завантаження, стриминг Трек-лист 1. «Dreams Come True» 2. «Baby» 3. «You Smile» (니가 웃잖아) 4. «Because It's You» (너라서) 5. «Dream Night» 6. «I'll Be There» 7. «Lie» (다 거짓말) 8. «Every Minute»   | 1                       | 19                      | —                       | 6                       | - Південна Корея: 119,126 - Японія: 17,593        | Н/Д              |
| Dream Part.02                                                                    | - Реліз: 1 листопада 2017 - Лейбл: Fantagio Music - Формат: CD, цифрове завантаження, стриминг Трек-лист 1. «With You» 2. «Crazy Sexy Cool» (니가 불어와) 3. «Butterfly» 4. «Run» 5. «Better With You» (어느새 우린)                                                            | 2                       | 17                      | —                       | 5                       | - Південна Корея: 86,290 - Японія: 13,647         | Н/Д              |
| Rise Up                                                                          | - Реліз: 24 липня 2018 - Лейбл: Fantagio Music - Формат: CD, цифрове завантаження, стриминг Трек-лист 1. «Always You» (너잖아) 2. «By Your Side» (너의 뒤에서) 3. «Call Out» (외친다) 4. «Stay with Me» (내 곁에 있어줘) 5. «Real Love»                                         | 2                       | 14                      | —                       | 7                       | - Південна Корея: 52,391 - Японія: 8,069          | Н/Д              |
| Blue Flame                                                                       | - Реліз: 20 листопада 2019 - Лейбл: Fantagio Music - Формат: CD, цифрове завантаження, стриминг Трек-лист 1. «Blue Flame» 2. «Go&Stop» 3. «All About You» (다야) 4. «When the Wind Blows» (찬바람 불 때면) 5. «You're My World»                                                 | 2                       | 7                       | —                       | —                       | - Південна Корея: 131,485 - Японія: 28,306 (Phy.) | Н/Д              |
| Gateway                                                                          | - Реліз: 4 травня 2020 - Лейбл: Fantagio Music - Формат: CD, цифрове завантаження, стриминг Трек-лист 1. «Knock» (널 찾아가) 2. «When You Call My Name» (내 이름을 부를 때) 3. «Somebody Like» 4. «We Still» 5. «12 Hours» (12시간) 6. «Lights On» (빛이 돼줄게)                | 1                       | 3                       | 38                      | —                       | - Південна Корея: 130,971 - Японія: 32,252 (Фіз.) | Н/Д              |
| Switch On                                                                        | - Реліз: 2 серпня 2021 - Лейбл: Fantagio Music - Формат: CD, цифрове завантаження, стриминг Трек-лист 1. «After Midnight» 2. «Footprint» (발자국) 3. «Waterfall» 4. «My Zone» 5. «Don't Worry»                                                                                  | 1                       | 2                       | —                       | —                       | - Південна Корея: 310,979 - Японія: 59,361 (Фіз.) | - KMCA: Platinum |
| «—» релізи, що не потрапили у чарти або не були випущені у відповідних регіонах. | |                         |                         |                         |                         |                                                   |                  |

### Японські
| Venus                                                                            | - Реліз: 3 квітня 2019 - Лейбл: Universal Music Japan - Формат: CD, цифрове завантаження, стриминг Трек-лист 1. «Always You» (Japanese ver.) 2. «花咲ケミライ» 3. «Baby» (Japanese ver.) 4. «II愛してる» 5. «All Night» (Japanese ver.) 6. «I'm on Your Side» | 3 | - Японія: 30,401 | Н/Д |
| «—» релізи, що не потрапили у чарти або не були випущені у відповідних регіонах. | |   |                  |     |

## Сингл-альбоми
| Назва                                                                            | Деталі                                                                                        | Пікові позиції у чартах | Пікові позиції у чартах | Пікові позиції у чартах | Продажі                                  |
| Назва                                                                            | Деталі                                                                                        | KOR                     | JPN                     | US World                | Продажі                                  |
| -------------------------------------------------------------------------------- | --------------------------------------------------------------------------------------------- | ----------------------- | ----------------------- | ----------------------- | ---------------------------------------- |
| Winter Dream                                                                     | - Реліз: 22 лютого 2017 - Лейбл: Fantagio Music - Формат: CD, цифрове завантаження, стриминг  | 2                       | 27                      | —                       | - Південна Корея: 30,157 - Японія: 5,692 |
| One & Only                                                                       | - Реліз: 13 березня 2020 - Лейбл: Fantagio Music - Формат: CD, цифрове завантаження, стриминг | 4                       | —                       | —                       | - Південна Корея: 30,000                 |
| «—» релізи, що не потрапили у чарти або не були випущені у відповідних регіонах. |                                                                                               |                         |                         |                         |                                          |

## Сингли
| Назва | Рік       | Пікові позиції у чартах | Пікові позиції у чартах | Пікові позиції у чартах | Пікові позиції у чартах | Альбом                   |
| Назва | Рік       | KOR                     | KOR Hot                 | JPN Hot                 | US World                | Альбом                   |
| Корейські | Корейські | Корейські               | Корейські               | Корейські               | Корейські               | Корейські                |
| --- | --------- | ----------------------- | ----------------------- | ----------------------- | ----------------------- | ------------------------ |
| «Hide & Seek» (숨바꼭질) | 2016      | —                       | —                       | —                       | —                       | Spring Up                |
| «Breathless» (숨가빠) | 2016      | —                       | —                       | —                       | 21                      | Summer Vibes             |
| «Confession» (고백) | 2016      | —                       | —                       | —                       | —                       | Autumn Story             |
| «Again» (붙잡았어야 해) | 2017      | —                       | —                       | —                       | —                       | Winter Dream             |
| «Baby» | 2017      | —                       | 2                       | —                       | 24                      | Dream Part.01            |
| «Crazy Sexy Cool» (니가 불어와)                                                                                               | 2017      | —                       | —                       | —                       | 11                      | Dream Part.02            |
| «Always You» (너잖아) | 2018      | —                       | —                       | —                       | —                       | Rise Up                  |
| «All Night» (전화해) | 2019      | 154                     | 38                      | —                       | 6                       | All Light                |
| «Blue Flame» | 2019      | —                       | —                       | —                       | 14                      | Blue Flame               |
| «Knock» (널 찾아가) | 2020      | 129                     | 95                      | 54                      | —                       | Gateway                  |
| «One» | 2021      | 17                      | 94                      | —                       | 15                      | All Yours                |
| «After Midnight» | 2021      | 4                       | 88                      | —                       | 24                      | Switch On                |
| «Candy Sugar Pop» | 2022      | 10                      | *                       | —                       | —                       | Drive to the Starry Road |
| Японські |           |                         |                         |                         |                         |                          |
| «Hanasakemirai» | 2019      | —                       | —                       | —                       | —                       | Venus                    |
| «All Good» (Japanese Ver.) | 2021      | —                       | —                       | —                       | —                       | Сингли поза альбомом     |
| «Ichiban Suki na Hito ni Sayonara wo Iou»                                                                                     | 2021      | —                       | —                       | —                       | —                       | Сингли поза альбомом     |
| «Let's Say Goodbye to my Favorite Person»                                                                                     | 2022      | —                       | —                       | —                       | —                       | Сингли поза альбомом     |
| «—» релізи, що не потрапили у чарти або не були випущені у відповідних регіонах. «*» чарти, які не існували на момент релізу. |           |                         |                         |                         |                         |                          |

## Промо-сингли
| Назва                                                                            | Рік  | Пікові позиції у чартах | Альбом               |
| Назва                                                                            | Рік  | KOR                     | Альбом               |
| -------------------------------------------------------------------------------- | ---- | ----------------------- | -------------------- |
| «Cat's Eye» (장화 신은 고양이)                                                   | 2016 | —                       | Spring Up            |
| «One & Only»                                                                     | 2020 | —                       | Сингли поза альбомом |
| «No, I Don't» (아니 그래)                                                        | 2020 | —                       | Сингли поза альбомом |
| «We Still (Be With U)»                                                           | 2020 | —                       | Сингли поза альбомом |
| «Alive»                                                                          | 2021 | —                       | Сингли поза альбомом |
| «U&Iverse»                                                                       | 2022 | —                       | Сингли поза альбомом |
| «—» релізи, що не потрапили у чарти або не були випущені у відповідних регіонах. |      |                         |                      |

## Колаборації
| Назва                                      | Рік  | Альбом      |
| ------------------------------------------ | ---- | ----------- |
| «All I Want» (with Hello Venus, Weki Meki) | 2018 | FM2018_12Hz |

## Саундтреки
| Назва | Рік  | Пікові позиції у чартах | Пікові позиції у чартах | продажі          | Прим.  |
| Назва | Рік  | JPN                     | JPN Hot                 | продажі          | Прим.  |
| --- | ---- | ----------------------- | ----------------------- | ---------------- | ------ |
| «All Good (JP Ver.)» (from Kazuhiro Teranishi Drama: Jinsei Iroiro)                                                                           | 2021 | —                       | —                       | Н/Д              | [ 54 ] |
| «Let's Say Goodbye to My Favorite Person» (1番好きな人にサヨナラを言おう) (from Shinji Nojima's FOD Drama: My Erotic Boyfriend Fascinates Me) | 2021 | 8                       | —                       | - Японія: 11,942 | [ 55 ] |
| «—» релізи, що не потрапили у чарти або не були випущені у відповідних регіонах.                                                              |      |                         |                         |                  |        |

## Відеографія
| Рік       | Назва                                     | Альбом                   | Режисер(и)                                  |
| Корейські | Корейські                                 | Корейські                | Корейські                                   |
| --------- | ----------------------------------------- | ------------------------ | ------------------------------------------- |
| 2016      | «Hide & Seek» (숨바꼭질)                  | Spring Up                | Hwang Soo-Ah                                |
| 2016      | «Cat's Eye» (장화 신은 고양이)            | Spring Up                | Невідомий                                   |
| 2016      | «Breathless» (숨가빠)                     | Summer Vibes             | Hwang Soo-Ah                                |
| 2016      | «Confession» (고백)                       | Autumn Story             | Hwang Soo-Ah                                |
| 2017      | «Baby»                                    | Dream Part.01            | Joo Hee-Sun                                 |
| 2017      | «Crazy Sexy Cool» (니가 불어와)           | Dream Part.02            | Hwang Soo-Ah                                |
| 2018      | «Always You» (너잖아)                     | Rise Up                  | SUNNYVISUAL                                 |
| 2019      | «All Night» (전화해)                      | All Light                | DAWITTGOLD                                  |
| 2019      | «Blue Flame»                              | Blue Flame               | DAWITTGOLD                                  |
| 2020      | «Knock» (널 찾아가)                       | Gateway                  | Yua Suh (Flipevil)                          |
| 2021      | «One»                                     | All Yours                | Wooje Kim (ETUI)                            |
| 2021      | «After Midnight»                          | Switch On                | Paranoid Paradigm (VM Project Architecture) |
| 2021      | «Alive»                                   | Non-album single         | 725 (SL8)                                   |
| 2022      | «Candy Sugar Pop»                         | Drive to the Starry Road | Yoo Sungkyun (SUNNYVISUAL)                  |
| 2022      | «U&Iverse»                                | Non-album single         | Roh Ji-hoon (Studio Sapiens)                |
| Japanese  |                                           |                          |                                             |
| 2019      | «Hanasakemirai» (花咲ケミライ)            | Venus                    | Kyotaro Hayashi                             |
| 2022      | «Let's Say Goodbye to my Favorite Person» | Сингл без альбому        | Невідомий                                   |

## Нотатки
1. ↑  У квітні 2018, Korea Music Content Association представили сертифікацію для альбомів та синглів[1].
2. ↑  Сингл «Always You» не потрапив у Gaon Digital Chart, але посів 95 місце у чарті Download Chart[43].
3. ↑  Сингл «Blue Flame» не потрапив у Gaon Digital Chart, але посів 56 місце у Download Chart[44].
4. ↑  Сингл «One & Only» не потрапив у Gaon Digital Chart, але посів 138 місце у Download Chart[46].
5. ↑  Сингл «No, I Don't» не потрапив у Gaon Digital Chart, але посів 37 місце у Download Chart[47][48][49].
6. ↑  Сингл «We Still (Be With U)» не потрапив у Gaon Digital Chart, але посів 128 місце у Download Chart[50].
7. ↑  Пісня «Alive» була випущена як промо-сингл для платформи Universe.
8. ↑  Сингл «Alive» не потрапив у Gaon Digital Chart, але посів 103 місце у Download Chart[51].
9. ↑  Пісня «U&Iverse» була випущена як промо-сингл для платформи Universe.
10. ↑  Сингл «U&Iverse» не потрапив у Circle Digital Chart, але посів 96 місце у Download Chart[52].
11. ↑  Музичне відео на пісню «Let's Say Goodbye to My Favorite Person» вийшло 30 листопада 2022.